# Jana Zvěřinová
Jana Zvěřinová (* 9. března 1937) je bývalá československá vodní slalomářka, kajakářka závodící v kategorii K1.

## Život
Sportovní kariéru začala v roce 1951 v učňovském dorostu Pracovní zálohy plaváním (v té době každý, kdo se učil v učilištích a sportoval, automaticky sportoval za sportovní klub Pracovní zálohy). Plavat chodila na Žižkov a do Vinohradské sokolovny u Riegrových sadů. Vyučená zámečnice Zvěřinová v Motorletu, závodě Jana Švermy, montovala letecké motory; přes turistiku se tam poprvé dostala ke kanoi. Spartak Motorlet měl svou loděnici v Braníku, kde pod vedením trenéra Máši začala svou kariéru na rychlostním kajaku.
Plavání po třech letech nechala a zůstal už pouze kajak. Jiří Kotana, trenér K1, neboli divoké vody, jednou prohodil: „vykašli se jim na to a pojď k nám“, což Jana Zvěřinová udělala a od silového sportu přešla na technickou divokou vodu. V roce 1958, s průpravou z rychlostního kajaku, se během jednoho dne naučila ovládat kajak na divoké vodě. Tehdy se jezdilo ve skládacím kajaku (do roku 1963) a až poté se přešlo na laminátové lodě. V témže roce vyhrála na podzim Mistrovství ČSSR v kategorii žen, kterou tehdy jezdilo dohromady cca 15 kajakářek. Jezdila kategorie slalom (branky), sjezd (rychlost) a hlídky (tři lodě, čas se začne měřit když vyrazí první a stopne se až dorazí poslední).
Kromě kanoistiky v letech 1965 až 1992 jezdila v Praze jako taxikářka.

## Výsledky závodů

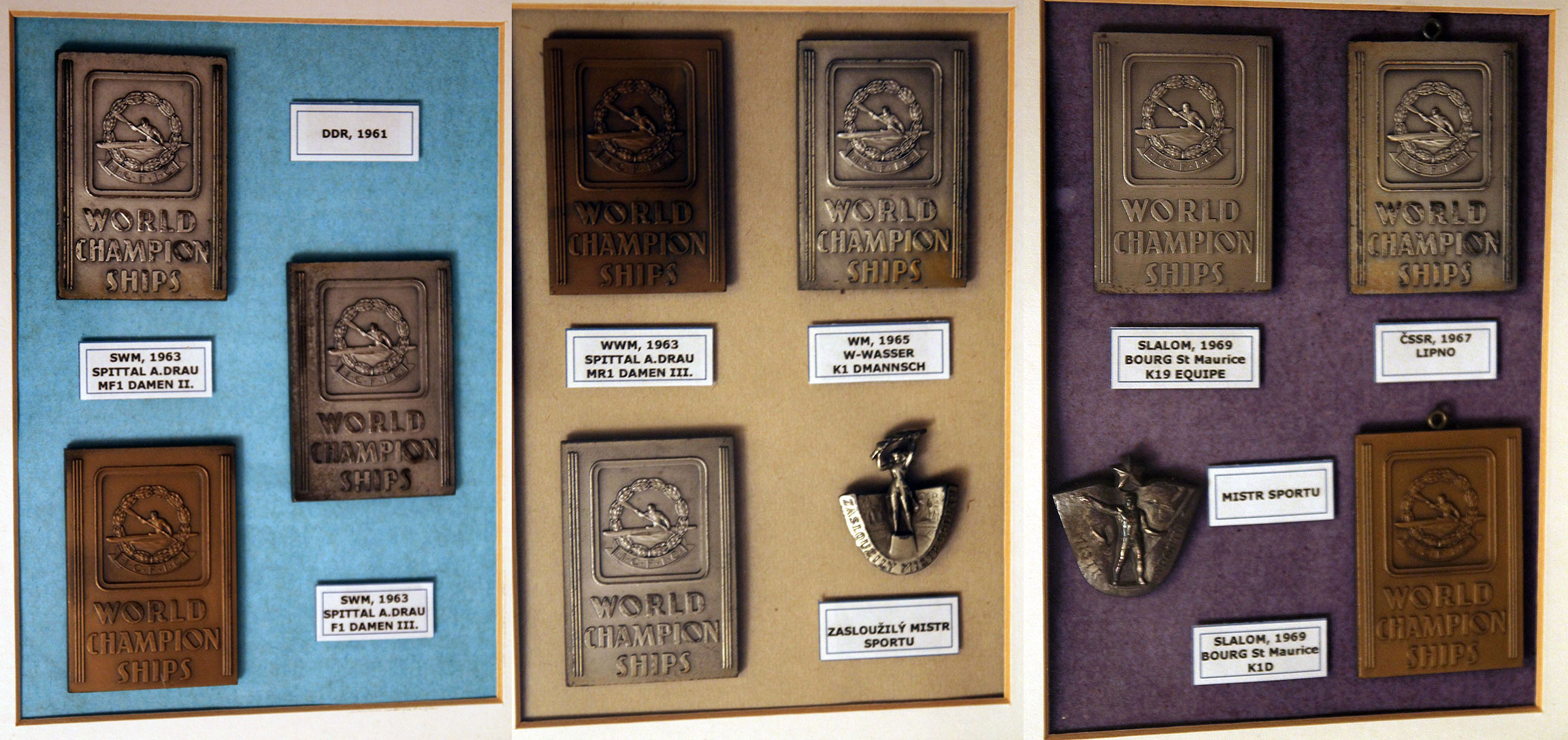
Dochované trofeje

- 1958 mistrovství ČSSR slalom – 1. místo
- 1961 mistrovství světa sjezd Drážďany (NDR) – 2. místo
- 1962 mistrovství ČSSR slalom – 1. místo
- 1963 mistrovství světa slalom Spittal and Drau (Rakousko) – 3. místo
- 1963 mistrovství světa sjezd Spittal and Drau (Rakousko) – 3. místo
- 1963 mistrovství světa hlídky Spittal and Drau (Rakousko) – 3. místo (plus Renata Knýová, Ludmila Veberová)
- 1965 mistrovství světa slalom Spittal and Drau (Rakousko) – 4. místo
- 1967 mistrovství světa hlídka Lipno nad Vltavou – 2. místo (plus Bohumila Kapplová, Ludmila Polesná)
- 1969 mistrovství světa slalom Bourg-Saint Maurice (Francie) – 3. místo
- 1969 mistrovství světa hlídka Bourg-Saint Maurice (Francie) – 3. místo (plus Bohumila Kapplová, Ludmila Polesná)

Byl jí udělen titul Mistr Sportu a Zasloužilý Mistr Sportu.[kdy?]
V roce 1970, kvůli onemocnění žloutenkou, ukončila sportovní kariéru. Vodní slalom byl poprvé zařazen až do programu olympijských her v roce 1972 v Mnichově.